# 蚕学
蚕学（さんがく）（蚕、Template:Sericultural Science）は、蚕糸生物学の中心であり、鱗翅目カイコガ科に含まれる蚕Bombyx moriの繭からとれる絹糸の生産の技術向上を目的とした農学の一分野である。現在では分子昆虫学などに形を変えていることもある。

## 概要
絹糸の生産をする養蚕は、かつて日本の重要な産業であり、カイコの育種は養蚕の根幹を担っていた。19世紀初頭に大学において蚕学の研究室が置かれ、日本また世界の遺伝学に貢献してきた。現在では日本における養蚕業はかなり衰退しており、それに伴い日本の蚕学も衰退してきた。応用昆虫学や分子昆虫学として形を変え、カイコの遺伝子を用いた遺伝学的な研究が行われている。